# Quirino Principe
Quirino Principe (Gorizia, 19 novembre 1935) è un critico musicale, musicologo, traduttore,  e saggista italiano.

## Biografia
Si è laureato all'Università di Padova. Insegnante di discipline a carattere musicologico al Conservatorio Giuseppe Verdi di Milano e storia della musica all'Università di Trieste, è docente di Filosofia della Musica all'Università di Roma Tre.
Traduttore dal tedesco e da altre lingue, nel 1991 riceve il premio internazionale Ervino Pocar per la traduzione dal tedesco. A lui si devono traduzioni di Ernst Jünger, Max Horkheimer, Hannah Arendt, Karl Jaspers, Jean Guitton, Henry Perl, Hugo von Hofmannsthal, Hedwig Lachmann, John Dryden, Théophile Gautier, oltre ai testi di numerosissimi libretti d'opera, cantate, Lieder e melòloghi (vari autori, fra cui Johann Wolfgang von Goethe, Johann Sebastian Bach, Friedrich Rückert, Joseph von Eichendorff, Gottfried Daumer). Ha intrapreso la traduzione dei drammi wagneriani.
Nel 1970 lima e rifinisce la traduzione dell'edizione italiana de Il Signore degli Anelli di Tolkien (Rusconi, Milano 1970), realizzata da Vittoria Alliata nel 1967 per la casa editrice Astrolabio.
È autore di una fondamentale monografia su Gustav Mahler. Il musicologo Paolo Isotta lo ha definito «il più grande mahleriano vivente».
È consigliere dell'istituto per gli Incontri Culturali Mitteleuropei di Gorizia, Accademico effettivo dell'Accademia Nazionale di Santa Cecilia e membro di due associazioni viennesi, la Gustav Mahler Gesellschaft e la Richard Strauss Gesellschaft.
Nel 1996 riceve dal Presidente della Repubblica d'Austria la Croce d'Onore di Prima Classe (Ehrenkreuz 1. Klasse) per meriti culturali e artistici (litteris et artibus). Nel 2005 gli sono stati assegnati il Premio Imola per la critica musicale e il Premio "Città di Gorizia" per avere reso illustre il nome di Gorizia nel mondo. Nel 2007 ha ricevuto il Premio della Regione Friuli - Venezia Giulia per l'intera sua attività culturale.
Pensatore controcorrente e refrattario agli schemi, nonché uomo dalle qualità poliedriche, ha anche intrapreso le attività di attore, autore e regista teatrale. Ha dato un importante contributo per la conoscenza della musicista Ella Adaïewsky.
Il suo compositore prediletto è il romantico Robert Schumann, in quanto:
(Giulia Sirolli, Quirino Principe: usare la critica contro il potere, Letture, n. 621, novembre 2005)
Dal 1992 scrive sul supplemento domenicale de Il Sole 24 Ore.

## Opere

### Saggi
- Vita e morte della scuola, Milano, Rusconi, 1970.
- Il linguaggio dei critici, in I potenti della letteratura, Milano, Rusconi, 1970.
- La rivelazione incompiuta, Milano, Rusconi, 1974.
- Manuale di idee per la scuola, Milano, Rusconi, 1977.
- Mahler, Milano, Rusconi, 1983, ISBN 978-8818218619.
- Strauss, Milano, Rusconi, 1989, ISBN 88-18-21011-4.
- La sonnambula di Vincenzo Bellini, collana Invito all'opera, Milano, Mursia, 1991, ISBN 88-425-1050-5.
- I quartetti per archi di Beethoven, Milano, Anabasi, 1993.
- La musica a Milano nel Novecento, Torino, UTET, 1996.
- L'opera tedesca dal 1830 al 1918, collana Musica in scena, Torino, UTET, 1995.
- Mahler. La musica tra Eros e Thanatos, 2ª ed., Milano, Bompiani, 2002, ISBN 88-452-9200-2.
- Il teatro d'opera tedesco. II. 1830-1918, 2ª ed., Palermo, L'Epos, 2004, ISBN 88-8302-223-8.
- Strauss. La musica nello specchio di Eros, 2ª ed., Milano, Bompiani, 2004, ISBN 978-88-4523300-5.
- Wagner e Noi, in Richard Wagner, Lohengrin. Nuova traduzione con testo a fronte del Libretto, Milano, Jaca Book, 2012.
- Eros acquatico, in La meraviglia e la paura. Il fantastico nel teatro europeo (1750-1950), Roma, Bulzoni, 2013, ISBN 978-88-7870-868-6.
- L'umano atterrito dal soprannaturale, in Richard Wagner, Tannhäuser. Nuova traduzione con testo a fronte del Libretto, Milano, Jaca Book, 2014, ISBN 978-88-16-23002-6.
- I quartetti per archi di Beethoven, 2ª ed., Milano, Jaca Book, 2014, ISBN 978-88-16-23015-6.
- Leopardi, Ad Arimane, Varzi, Fiorina, 2017, ISBN 978-8899868239.
- Il fantasma dell'opera. Sognando una filosofia, Milano, Jaca Book, 2018, ISBN 978-88-16-41497-6.
- Grandezza e solitudine dell'eroe, in Eroica. Beethoven e Bonaparte, Milano, Fornasetti, 2020, ISBN 978-88-9416292-9.
- Botticelli. Quadri dalla Divina Commedia, Milano, Jaca Book, 2021, ISBN 978-8816606395.

### Testi teatrali e libretti d'opera
- Cronache, 1991.
- Turbativa, 1992.
- Le Saracena, ovvero amabile conversazione con un egocentrico, 1998.
- A Whinnymuir, 2000.
- ...poudre d'Ophélia, drammaturgia poetica per voce recitante-cantante e orchestra con musica di Azio Corghi, 2002.
- Brockes Passion, prima traduzione italiana a cura di Quirino Principe (con testo originale in Appendice e prefazione di Armando Torno), Milano, Edizioni Unicopli, 2016.

### Altro
- Il libro dei cinque sentieri, Milano, All'insegna del pesce d'oro, 1973.
- Gianandrea Gavazzeni alla Scala, Milano, Edizioni del Teatro alla Scala - Rizzoli, 2001.
- Il Signore degli Anelli di Tolkien (Rusconi, Milano 1970)